# Agua de fuego
Agua de fuego es una película de Argentina filmada en blanco y negro y en colores dirigida por Candela Galantini, Sandra Godoy y Claudio Remedi sobre su propio guion que se estrenó el 6 de septiembre de 2001. 

## Sinopsis
Documental sobre los cortes de ruta en 1996 y 1997 en Cutral-Có.

## Comentarios
Oriana Tizziani en Radar, Página 12 opinó:

"Las imágenes de las puebladas en blanco y negro se suceden sobre la pantalla. El denso humo de la quema de neumáticos, los disparos, los gritos. Imágenes de asambleas populares, de encapuchados, de violencia. El silencio persiste en la sala. Los espectadores escuchan las palabras de sus vecinos, ven las imágenes de su vida cotidiana." 
Gabriel Álvarez en el sitio web cineismo opinó:

”Su enfoque es simple y honesto: nunca interrumpen a los protagonistas y los dejan expresarse libremente….La puesta en escena es sencilla pero muy cuidada, y la constante presencia de la maquinaria petrolera, mientras sus antiguos empleados barren las calles de tierra, es una muestra concreta de la inexorable depredación económica. Los clips con viejas imágenes del corte de ruta y la posterior represión policial son también devastadores, apoyados por un gran trabajo sonoro. Sin embargo, cuando llegan los testimonios, la seguidilla no alcanza a mantener un interés parejo…no es una película para ir a ver con la guardia baja ni excesivamente estimulado, sino una progresión pausada que puede llegar a saturar. Hecho agravado por la poco feliz proyección en video.

Adolfo C. Martínez en La Nación opinó:

«…no se apoyó en tecnicismos grandielocuentes ni en textos elaborados con intelectualismo a la moda…es una pintura agridulce de un pueblo dispuesto a enfrentarse a la más dura realidad.»

Pablo O. Scholz Clarín dijo:

«…el tratamiento es el que lleva a Agua de fuego a recorrer caminos transitados hasta el hartazgo en el documental y deja la sensación de que lo que se ve ya fue visto en un programa periodístico de televisión.»